# 2МВ
2МВ — второе поколение советских автоматических межпланетных станций для изучения Венеры и Марса. Разработку вело ОКБ-1 в 1961—1962 годах, прототипом станций служили аппараты первого поколения 1М и 1ВА. На их базе было разработано третье поколение межпланетных станций, «3МВ».

## Цели программы
Изначально планировалось выполнение четырёх задач, которые обозначались индексами:
- 2МВ-1 — посадка на Венеру
- 2МВ-2 — изучение Венеры с пролётной траектории
- 2МВ-3 — посадка на Марс
- 2МВ-4 — изучение Марса с пролётной траектории

## Список запусков
| КА                         | Дата (UTC)                | Ракета-носитель | Имя    | SCD   | NSSDC ID  | Результат |
| -------------------------- | ------------------------- | --------------- | ------ | ----- | --------- | --- |
| 2МВ-1 № 1                  | 25 августа 1962 02:52:00  | Молния          | —      | 00371 | 1962-040A | Авария 4-й ступени. |
| 2МВ-1 № 2                  | 1 сентября 1962 02:24:00  | Молния          | —      | 00381 | 1962-043A | Авария 4-й ступени. |
| 2МВ-2 № 1                  | 12 сентября 1962 01:40:00 | Молния          | —      | 00389 | 1962-045A | Авария 4-й ступени. |
| 2МВ-3 № 1 Марс 1962B       | 4 ноября 1962 15:35:15    | Молния          | —      | 00451 | 1962-062A | Отклонения в работе 2-й ступени, преждевременное отключение двигателя разгонного блока, 5 ноября 1962 г. вошла в плотные слои земной атмосферы и сгорела. |
| 2МВ-4 № 1 Марс 1962А (№ 3) | 24 октября 1962 17:55:04  | Молния          | —      | 00443 | 1962-057A | При запуске двигателя разгонного блока в топливно-насосном агрегате заклинило разогревшуюся рессору из-за неучёта сухого трения в вакууме, далее произошёл взрыв турбонасосного агрегата двигателя. 29 октября 1962 г. основная часть обломков вошла в плотные слои земной атмосферы. |
| 2МВ-4 № 4                  | 1 ноября 1962 16:14:16    | Молния          | Марс-1 | 00450 | 1962-061C | Аппарат удачно стартовал и лёг на траекторию полёта к Марсу. Однако из-за начавшегося падения давления в баллонах с азотом системы ориентации пришлось закрутить станцию, обеспечив ориентацию солнечных батарей на Солнце, благодаря этому связь со станцией продолжалась ещё 4 месяца через малонаправленные антенны метрового диапазона. Контакт со станцией был потерян 21 марта 1963 г. По баллистическим расчётам, аппарат пролетел в 197000 км от Марса 19 июня 1963 г., но получить фотографий планеты, естественно, не удалось. |